# Chinese vuurbuikpad
De Chinese of Koreaanse vuurbuikpad (Bombina orientalis) is een pad-achtige kikker uit de familie Bombinatoridae. De  wetenschappelijk naam van de soort werd beschreven door George Albert Boulenger in 1890. Oorspronkelijk werd de wetenschappelijke naam Bombinator orientalis gebruikt.

## Uiterlijke kenmerken
De Chinese vuurbuikpad heeft een roodoranje buik en de rest van het lichaam is bij de populaties in Siberië bruin, maar meestal groen zoals in verreweg het grootste deel van het verspreidingsgebied. Dit in tegenstelling tot de roodbuikvuurpad (Bombina bombina), die donkergrijs tot zwart van kleur is en een meestal rode buik heeft in plaats van roodoranje. Het voedsel bestaat uit insecten en de larven en wormen waar 's nachts op gejaagd wordt. Het is een nachtactieve soort die in groepjes leeft en zoals alle vuurbuikpadden wordt een wat sterker gif afgescheiden maar voor de mens is dat hoogstens irriterend.

## Verspreiding
Meestal wordt deze kikker ongeveer 5 centimeter, soms tot 7 cm, en leeft in noordoostelijk China, maar ook in Korea en Siberië. Zeer natte omgevingen vormen het biotoop, meestal in dicht begroeide moerassen en poelen, maar ook rijstvelden zijn een uitstekende leefomgeving voor deze kikker. Hierdoor kan de soort zich handhaven in door de mens aangepaste gebieden en in sommige gebieden wordt deze vuurbuikpad eerder algemener dan hij achteruit gaat en is ook niet beschermd. Over het algemeen gaat het echter, zoals alle amfibieën, ook met deze soort slechter.

## Verdediging
Bij gevaar wordt snel de rode onderzijde van de poten aan de aanvaller getoond, om te laten zien dat het dier giftig is, in de hoop de aanval af te weren. Het gif zal huisdieren als honden en katten verjagen omdat het de slijmvliezen doet aanvoelen alsof ze in brand staan. Gespecialiseerde jagers zoals de reiger en sommige slangen hebben er weinig last van.

## In gevangenschap
De Chinese vuurbuikpad is een van de meest in gevangenschap gehouden amfibieën. De verzorging vergt namelijk niet veel meer dan een aquarium met een landgedeelte en een paar stenen die boven het water uitsteken. Het terrarium dient voorzien te zijn van zijn een goed filter in het water en wordt twaalf uur per dag verlicht. Als voedsel kan alles wat beweegt en in de bek past worden aangeboden. Bij een teveel aan wormen in het dieet treedt echter gasvorming op waardoor de kikker gaat drijven, het gas moet er dan uit worden gemasseerd. In een aquarium van 60×30×30 centimeter kunnen vijf tot acht exemplaren gehouden worden. De voortplanting is onregelmatig, soms planten de dieren zich massaal voort, als de weersomstandigheden tegenzitten blijft de voortplantingstijd uit. In de paartijd is het gekwaak van de mannetjes te horen, gedurende deze tijd bespringen ze alles wat ook maar een beetje het formaat en de vorm van een vrouwtje heeft. Een legsel bevat vele eitjes maar als ze de kans krijgen eten de volwassen kikkers de larven zelf op.

## Bronvermelding

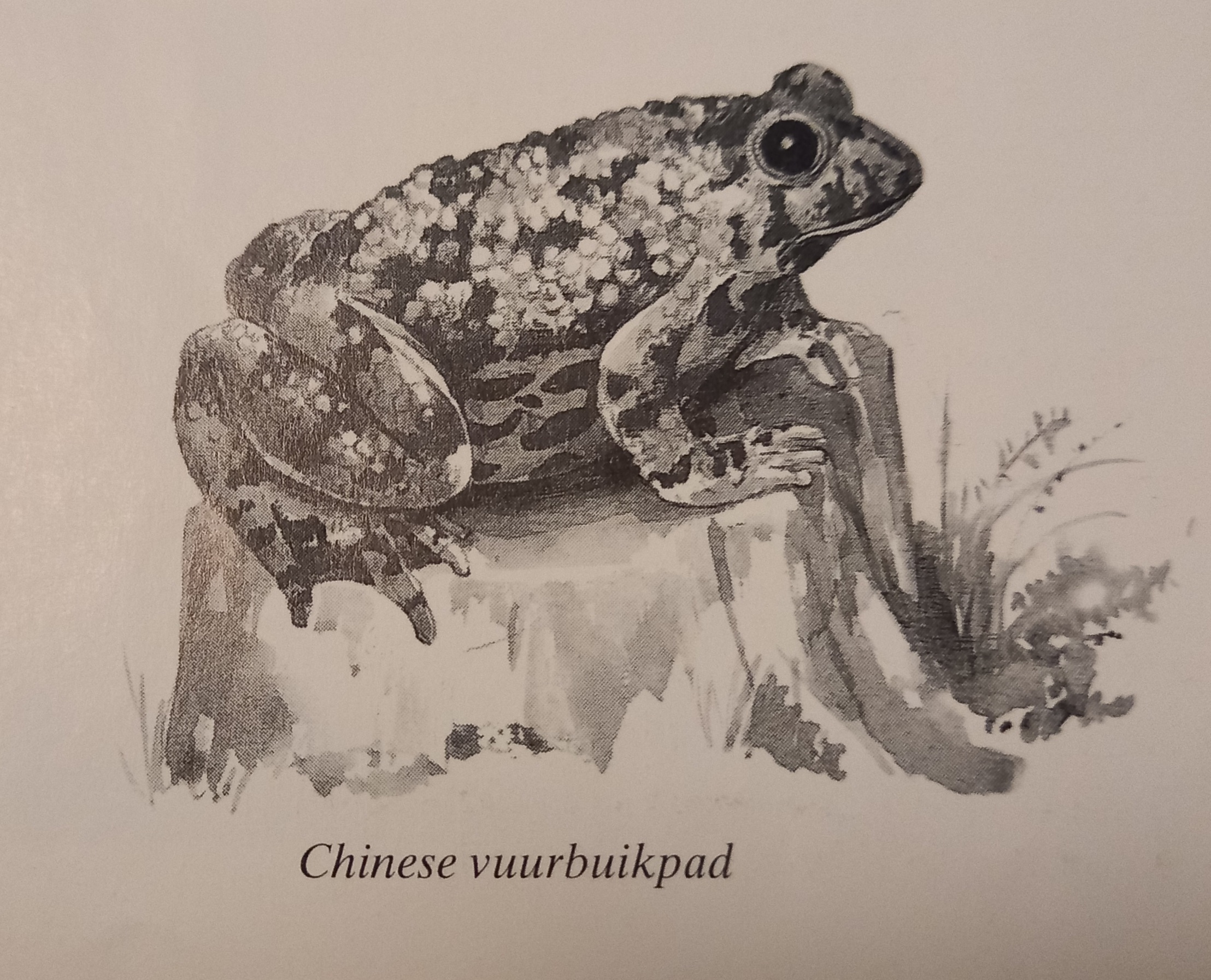
Zwart-wit tekening van de Chinese vuurbuikpad